# آلملوند (مینه‌سوتا)
آلملوند، مینه‌سوتا (به انگلیسی: Almelund, Minnesota) یک منطقهٔ مسکونی در ایالات متحده آمریکا است که در مینه‌سوتا واقع شده‌است.

## خصوصیات
آلملوند ۳۰۴ متر بالاتر از سطح دریا واقع شده‌است.